# Шванвич, Михаил Александрович
Михаил Александрович Шванвич (1749—1802) — российский офицер, участник Русско-турецкой войны 1768—1774 годов, участник экспедиции генерала Кара по подавлению восстания Пугачёва. После пленения восставшими принял присягу на верную службу самозваному «императору Петру Третьему», став атаманом солдатского полка и секретарём «Военной коллегии» пугачёвцев. Биография Михаила Шванвича послужила А. С. Пушкину отправной точкой для замысла повести «Капитанская дочка».

## Биография

### До восстания Пугачёва
Михаил Шванвич − дворянин, сын Александра Мартыновича Шванвича, лейб-гвардейца, известного своим буйным нравом (однажды в трактирной ссоре ранившего Алексея Орлова), и сосланного впоследствии в Оренбург за проступки в службе. Получил неплохое домашнее образование: «грамоте писать по-российски, по-французски и по-немецки; также часть арифметики, танцевать, фехтовать и на манеже ездить…» В 1765 году был зачислен в звании капрала на военную службу в Ингерманландском карабинерном полку, в котором в это время проходил службу его отец. В 1770—1771 годах участвовал в Русско-турецкой войне, был в боях у крепости Журжу и при Бухаресте. Осенью 1772 года был переведён в Петербург во 2-й гренадерский полк в звании прапорщика, в июне 1773 года произведён в подпоручики.

### Измена присяге
В сентябре 1773 года Шванвич был включён в команду поручика Карташова для поездки в Симбирск за партией рекрутов. К моменту их прибытия на место в землях яицких казаков вспыхнуло восстание под предводительством Емельяна Пугачёва, быстро распространившееся по Оренбургской губернии. Команда Карташова в октябре 1773 года была включена в состав корпуса генерала В. А. Кара, организованного для подавления восстания. 7 (18) ноября 1773 года авангард корпуса Кара был атакован казаками под командованием Овчинникова и Чики-Зарубина у деревни Юзеевой. Две роты 2-го гренадерского полка, всего около 180 солдат и три офицера, были пленены пугачёвцами и приведены в Бердскую слободу. Двое офицеров были казнены после боя, но за Шванвича заступились пленные гренадеры, сказав Пугачёву, что молодой офицер всегда был добр в обращении с солдатами, и, после согласия принять присягу «императору Петру Третьему», Пугачёв назначил Шванвича «есаулом» над зачисленными в «казаки» солдатами. Позднее свидетели так описывали в Оренбурге эту сцену: Шванвич, «пришедши в робость, падши пред Емелькою на колена, обещался ему, вору, верно служить, за что он, Шванович, прощён Емелькою, и, пожаловавши того же часу его атаманом, остригши ему, Швановичу, косу, …велел ему дать к его атаманству принадлежащую мужичью и разного звания толпу».

### Секретарь пугачёвской Военной коллегии
Вскоре Пугачёв устроил Шванвичу «испытание» во владении иностранными языками, потребовав написать на клочке бумаги что-нибудь «по-швецки». Не зная шведского, Шванвич написал на немецком: «Ваше Величество Пётр Третий». Затем, по требованию Пугачёва, повторил эту запись на французском. Поверх этих записей Пугачёв начертал знаки, имитировавшие скоропись, о которых своим ближайшим соратникам он сказал, как о писанных на латыни. Этот автограф за авторством Пугачёва и Шванвича был впоследствии найден во «дворце» самозванца в Бердах.
Пожаловав Шванвичу шубу и шапку, Пугачёв включил его в состав Военной коллегии: «Хорошо пишешь. Так будь же ты в Военной моей коллегии. Как там што по иностранны случиться писать, ты пиши». В первую очередь Шванвич по просьбе «думного дьяка» коллегии и любимца Пугачёва Ивана Почиталина составил для него русскую азбуку, «потому что он худо грамоте знает», а для грамотных повытчиков — французскую азбуку. Но главным занятием Шванвича в коллегии стал перевод для атаманов восставших перехватываемой корреспонденции правительственной стороны на французском и немецком языках. 17 (28) декабря 1773 года в Военной коллегии был написан указ к оренбургскому губернатору Рейнсдорпу от имени «императора Петра III»:

Нашему губернатору Рейнсдорпу.

Каждый наш верноподданный знает, каким образом злобные люди и недоброжелатели лишили нас по всем правам принадлежащего нам всероссийского престола. Но ныне всемогущий бог своими праведными судьбами и, услышав сердечные к нему молитвы, снова преклоняет к нашему престолу наших верноподданных, а злодеев, исполненных недоброжелательства, повергнет к нашим ногам. Однако и ныне есть такие люди, которые, не желая признавать нас, не хотят выйти из мрака недоброжелательства и сопротивляются нашей высокой власти, и при этом стремятся, как и прежде, ниспровергнуть наше блистательное имя, и наших подданных, верных сынов отечества, хотят сделать сиротами. Однако мы, по природной нашей склонности и любви к тем верноподданным, которые ныне, оставя заблуждение и злобу, будут чистосердечно и верноподданнически служить нашей высокой власти, будем милостиво отмечать и жаловать отеческой вольностью. А если кто не пожелает нас признавать, и впредь будет оставаться в прежнем недоброжелательстве и озлоблении, то таковые отступники, по данной нам от создателя высокой власти и силе, испытают на себе наш справедливый и неизбежный гнев. Обо всем этом и сообщается от нас во всеобщее сведение, дабы важность этого осознал каждый наш верноподданный.— Именной указ Пугачёва оренбургскому губернатору И. А. Рейнсдорпу. 
17 декабря 1773 г.
Текст указа Пугачёву понравился и он велел секретарю коллегии илецкому казаку Горшкову послать за Шванвичем и поручить ему перевести указ на немецкий язык. Перевод был выполнен в течение двух дней 18-19 декабря, Шванвич продемонстрировал отличное знание немецкого языка, очень точно передав дух и смысл русского оригинала:

An unsern Gouwernant Reinsdorff.

Ein jeder Unser treuer Unterthan weiss, das wie Wir von booshaften Leuten und von Neidhart, allrussischen und nach allen Rechten Uns gehörten Tron, verlohren haben. Aber anjetzo der allmächtiger Gott nach seiner Gerechten Schicksal, und in dem die herlzliche zu ihm Gebehten von Unseren treuen Unterthanen, hörete, Unser Sküpetr uns wieder gebet, und die Missthäter, die voll Neidhart sind, Unseren Monarchen Füssen unterwirft. Aber auch jetzo seynd etliche, die sich nicht bekennen, und aus Finsterniss der Neidhart nicht auskommen wollen, und Unserer hohen Macht sich wiederstehen, und dabei unsere blümende Nhamen, so als wie ehedem umstürzten und Unsere Unterthanen, die rechte Söhne des Vaterlandes, so als wie die junigen Knaben zu Waisen bringen wollen, allein Wir, nach Unserer gebürtigen zu treuen Unterthanen Hochmuth und Liebe, wer auch, anjetzo aus Irrthum der Boosheit wieder auskommen, und Unserer hohen Macht herzlich gehorhen, und treuunterthänigst dienen wird, den junigen Gnädigst verzeihen; und über das väterliche Freyheit versprechen. Und wenn wer das nicht annehmen will, und noch in solcher Missthat und Boosheit verbleiben wird; und von allmächtigen Schöpfer Uns gegebener hohen Macht und Gewalt nicht gehorchen wird, so werden die jenigen Unsern gerechten und wurcklichen Zorn an sich fühlen. Und darum ist das von Uns in ganze Public geschieht, in dem sich ein jeder treuer Unterthan wesendlich beckennet— Именной указ Пугачёва оренбургскому губернатору И. А. Рейнсдорпу. 19 декабря 1773 г.
20 декабря три указа (два на русском и один на немецком) Пугачёва к губернатору Рейнсдорпу и жителям Оренбурга были привязаны к пике и воткнуты в снег под стенами осаждённого Оренбурга, посланные для этого казаки проследили, что бумаги были взяты в город посланным казаком из числа оренбургского гарнизона. 24 декабря Рейнсдорп сумел переправить донесение о ходе обороны города в Военную коллегию в Санкт-Петербург, приложив к нему и данные послания из лагеря осаждавших. Наличие среди множества подбрасываемых в Оренбург посланий указа на немецком языке вызвало сильную озабоченность в правительстве Екатерины II, так как подтверждало множество имевшихся подозрений того, что восстание могло быть инспирировано иностранными державами. Екатерина отправила детальные указания по расследованию вопроса об авторе «немецкого указа»: «Старайтесь узнать: кто сочинитель немецкого письма, от злодеев в Оренбург присланного, и нет ли между ними чужестранцев, и не смотря ни на каких лиц, уведомите меня о истине».

### Атаман солдатского полка. Побег. Следствие и суд
В январе 1774 года Шванвич был назначен Пугачёвым атаманом полка из пленных солдат. Сведения о полковничьей службе Шванвича разнятся. Сам Пугачёв на допросах после пленения говорил, что Шванвич «служил ему охотно, бывал в сражениях под Оренбургом». В то же время, другой пленный офицер в составе пугачёвской армии поручик Черкасов показывал впоследствии, что Шванвич «по большей части имел себя больным и лежал в земляной бане, где и никакова свету не было…», подтверждая собственные Шванвича показания о том, что в землянке «лежал тамо день и ночь со свечою месяца два слишком…» 23 марта (3 апреля) 1774 года, на следующий день после первого крупного поражения пугачёвцев под Татищевой крепостью, в ходе суматохи в лагере восставших, Шванвич решился на побег. Сумев незамеченным отстать от войска пугачёвцев, покидавших Берды, Шванвич ускакал в Оренбург, где явился в губернскую канцелярию и дал показания о пребывании в лагере Пугачёва, после чего был повторно приведён к присяге. С прибытием 31 марта в Оренбург корпуса генерала П. М. Голицына, в состав которого входили роты 2-го гренадёрского полка, Шванвич явился к командиру полка полковнику В. В. Долгорукову и вновь дал показания о своей службе Пугачёву. В этот раз последовал приказ Голицына об аресте, а с прибытием в Оренбург представителя секретной следственной комиссии капитана-поручика С. И. Маврина и началом допросов пленённых пугачёвцев выяснилось и авторство «немецкого указа» самозванца. 17 мая Шванвич был подробно допрошен Мавриным, в ходе допроса он подробно рассказал всё о своей службе в лагере Пугачёва, признавшись, что страх за собственную жизнь стал главной причиной его измены: «Служил у него (Пугачёва) из страху, боясь смерти, а уйти не посмел, ибо если-бы поймали, то повесили». Маврин писал по завершении допроса: «Взят неволею, явился сам, и притом человек не из числа мудрецов. Мнится, что простить можно». Маврин также поспешил доложить об отсутствии чужестранных интриг в деле «немецкого указа»: «Что касается до немецкого письма от злодея к оренбургскому господину губернатору писанного, то сие писал 2-го гренадерского полку подпорутчик Шванвич, бывший в то время в полону и атаманом над захваченными в толпу злодейскую гренадерами, которого допрос в копии под литерою „Н“ у сего подносится» и что «злодей Пугачёв не имеет, кажется, посторонняго, а паче чюжестранного руководства и способствования».
В ноябре 1774 года Шванвич был перевезён в Москву, куда были собраны для генерального следствия все пленённые руководители восстания во главе с Пугачёвым. Шванвич был помещён в те же камеры, оборудованные в здании Монетного двора для пугачёвцев, но как бывшего офицера и дворянина его содержали без кандалов. По приговору суда от 1 (12) января 1775 года, Шванвича отнесли к «шестому сорту» осуждённых:

«Подпоручика Михаила Швановича, за учиненное им преступление, что он, будучи в толпе злодейской, забыв долг присяги, слепо повиновался самозванцовым приказам, предпочитая гнусную жизнь честной смерти, лишив чинов и дворянства, ошельмовать, переломя над ним шпагу».— Сентенция, 1775 года января 10. О наказании смертною казнию изменника, бунтовщика и самозванца Пугачёва и его сообщников
10 (21) января 1775 года на Болотной площади в Москве после казни Пугачёва, Перфильева, Шигаева, Подурова и Торнова, палачи провели ритуал гражданской казни Шванвича, сломав над его головой шпагу — символ дворянского достоинства. В тот же день он был отправлен в распоряжение сибирского губернатора Д. И. Чичерина с предписанием определить Шванвичу место ссылки, где «содержать его с возможною осторожностию, дабы иногда не сделал утечки, и никогда никаких доносов от него не принимать».

### В ссылке
По прибытии в Тобольск 31 января (11 февраля) 1775 года, Шванвич был направлен Чичериным для отбытия ссылки в Сургут, в 800 верстах от Тобольска. Тем не менее Правительствующий Сенат посчитал Сургут недостаточно глухим местом и 17 марта издал указ об отправке Шванвича в заполярную Новую Мангазею (Туруханск). Получив новое распоряжение, Чичерин приказал этапировать Шванвича через Томск, Енисейск в Туруханск. Денег на содержание Шванвича в ссылке не выделялось, ссыльный должен был обеспечить проживание «своею работою».
В следующий раз о Шванвиче вспомнили лишь в 1801 году, при восшествии на престол Александра I. В качестве одной из первых мер, предпринятых молодым Александром, стало упразднение Тайной экспедиции Сената и связанный с этим пересмотр прежних уголовных дел. Комиссия, направленная в Сибирскую губернию, изучила дела Шванвича, а также бывших вместе с ним двух других пугачёвцев, и рекомендовала императору не предпринимать никаких мер в отношении данных лиц. 18 (30) апреля 1802 года Александр I наложил резолюцию: «Быть посему». В ноябре того же года ссыльный Михаил Шванвич скончался в Туруханске.

## Прототип Швабрина

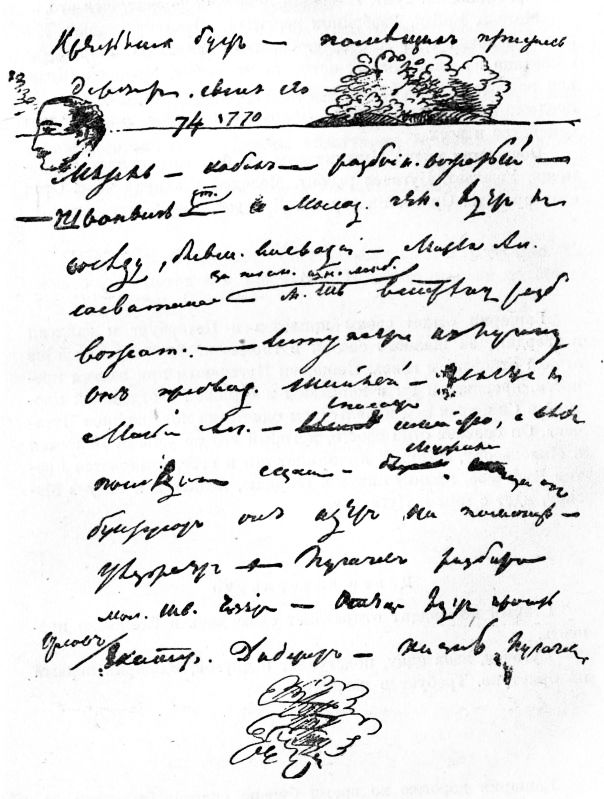
Черновая рукопись одного из планов повести

Общественная ситуация в России начала 1830-х годов — волна холерных бунтов и восстаний военных поселенцев, подтолкнула Александра Сергеевича Пушкина к замыслу исторического романа времён пугачёвского восстания. Имя Шванвича стало известно Пушкину в феврале 1832 года, когда он получил от шефа жандармов А. Х. Бенкендорфа полный комплект из 45 томов «Полного собрания законов Российской империи». В 20-м томе была напечатана «Сентенция» — приговор Пугачёву и его ближайшим сподвижникам, восьмой пункт которой определял меру наказания для дворянина Михаила Шванвича. В период с августа 1832 года по январь 1833 года Пушкин составил планы повести о дворянине-пугачёвце — замысел будущей повести «Капитанская дочка». Пушкину не удалось получить доступа к следственным делам пугачёвцев, поэтому он не знал деталей преступления изменившего присяге дворянина, но в августе 1833 года от петербургского знакомца Н. Е. Свечина он узнал некоторые детали биографии отца и сына Шванвичей, сделав запись: «Немецкие указы Пугачёва писаны были рукою Шванвича».
Первый план повести о Шванвиче был написан не позднее августа 1832 года и был основан на отрывочных фактах, почерпнутых в тексте приговора пугачёвцам; Пушкина заинтересовали имена пугачёвского атамана Афанасия Перфильева и ржевского купца Долгополова:

Кулачный бой — Шванвичь — Перфильев — Перфильев, купец — Шванвичь за буйство сослан в деревню — встречает Перфильева— Акад. изд. Т. 8. — С. 930.
Сюжет повести вначале был построен на истории трактирной драки Шванвича-старшего с Алексеем Орловым: якобы взлетевший на вершину власти после переворота Орлов не стал мстить Шванвичу, более того, помог добиться прощения для его сына, волею судьбы попавшего в стан пугачёвцев:

Через несколько времени произошел переворот, возведший Екатерину на престол, а Орловых на первую степень государства. Шванвич почитал себя погибшим. Орлов пришел к нему, обнял его и остался с ним приятелем. Сын Шванвича, находившийся в команде Чернышева, имел малодушие пристать к Пугачеву и глупость служить ему со всеусердием. Граф Алексей Орлов выпросил у государыни смягчение приговора— Акад. изд. Т. 9. Кн. 1. — С. 479—480.
Подробности того, каким образом Шванвич оказался в армии Пугачёва, пунктирно были намечены в новом плане повести от 31 января 1833 года:

Шванвич за буйство сослан в гарнизон. Степная крепость — Подступает Пугачёв — Шванвич предаёт ему крепость — взятие крепости — Шванвич делается сообщником Пугачёва — ведёт своё отделение в Нижний — Спасает соседа отца своего — Чика меж тем чуть было не повесил старого Шванвича — Шванвич привозит сына в П. Орлов выпрашивает его прощение— Акад. изд. Т. 8. — С. 929.
Существовал и план повести, где не было упоминания о степной крепости, а все действия разворачивались в деревне, в этом плане впервые была намечена романтическая линия со спасением невесты героя, а также сюжет с первой его нечаянной встречей с Пугачёвым:

Метель — кабак — разбойник вожатый — Шванвич старый — Молодой человек едет к соседу, бывшему воеводой — Марья Ал. сосватана за племянника, которого не любит…— Акад. изд. Т. 8. — С. 929.
Но затем первоначальный замысел претерпел значительные изменения. Согласно мнению известного исследователя творчества Пушкина Ю. Г. Оксмана, причина эволюции — цензурная: «Пушкин не мог рисковать гибелью в цензуре своего романа о Пугачёве <…> этот роман приходилось приспособлять к цензурно-полицейским требованиям с помощью целого ряда сложнейших литературно-тактических перестроек и ухищрений». Поэтому вместо Шванвича, «активного союзника Пугачёва», появляются новые герои — Башарин («не союзник, а пленник Пугачёва»), Валуев («невольный пугачёвец») и, наконец, Гринёв. Но и для «закрепления даже скромных позиций» Гринёва «приходилось противопоставить ему резко отрицательный образ пугачёвца из дворян, что и было осуществлено Пушкиным в последней редакции романа путём расщепления единого прежде героя-пугачёвца на двух персонажей, один из которых (Швабрин), трактуемый как злодей и предатель, являлся громоотводом, охраняющим от цензурно-полицейской грозы положительный образ другого (Гринёва)». По мнению более поздних пушкиноведов, в частности Н. Н. Петруниной и ряда других, цензурные соображения были не главными. В ходе работы поэта над «Историей Пугачёва» Пушкиным был собран огромный фактологический материал по истории восстания, и это сыграло решающую роль в окончательном формировании замысла «Капитанской дочки». Интерес Пушкина в значительной степени переместился к личности Пугачёва и событиям восстания, а главному герою повести была определена роль свидетеля и летописца, ведущего «правдивый протокол происшествий».
После знакомства с документами восстания Пушкину стало понятно, что случай перехода Шванвича на сторону Пугачёва был совсем не единичным фактом службы дворян в армии самозванца, но, как правило, все они лишь пытались спасти свою жизнь, их служение было вынужденным либо вовсе лишь уловкой, при первой возможности все они бежали в правительственный лагерь. Первоначальный план изображения Шванвича как идейного дворянина-пугачёвца опровергался реальными обстоятельствами восстания. Именно поэтому замысел повести был решительно перекроен.